# Tarija

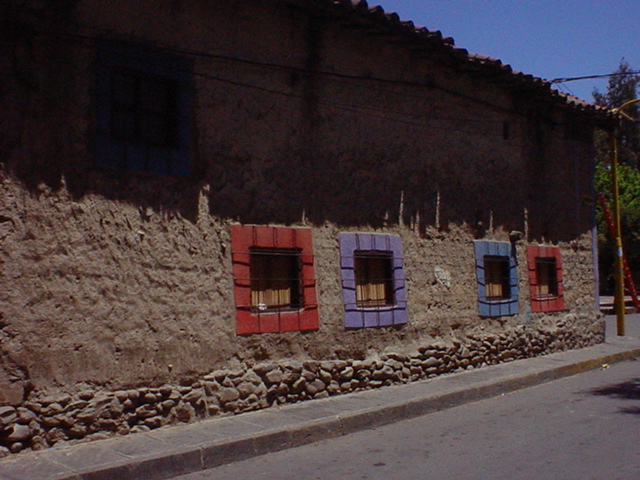
Casa em Tarija

Tarija ou San Bernardo de Tarija é uma cidade boliviana capital do departamento de Tarija. De acordo com o censo realizado em 2024, a cidade possuí 238.942 habitantes.

## Geografia
Tarija está localizada no vale central do departamento de Tarija e limitado a norte e oeste pela província Mendez, a leste pela província de Burnet O' Connor e ao sul com as província Aniceto Arce.
Seus recursos hídricos são distribuídos em duas bacias: no Rio Santa Ana e os rios Tolomosa e Sella.

## Economia
A principal atividade economia da cidade é a indústria vinícola, onde se produz uma variedade de vinhos e singani de qualidade reconhecida na Bolívia e América do Sul. Outras industrias encontradas são a laticínios, cerâmica e madeireira.